# Игъл (Колорадо)
Вижте пояснителната страница за други значения на Игъл.
Игъл (на английски: Eagle) е град в окръг Игъл, щата Колорадо, САЩ. Игъл е с население от 3032 жители (2000) и обща площ от 6,1 km². Намира се на 2012 m надморска височина. ЗИП кодът му е 81631, а телефонният му код е 970.